# Liste der Nummer-eins-Hits in Kanada (1989)
Diese Liste enthält alle Nummer-eins-Hits in Kanada im Jahr 1989. Es gab in diesem Jahr 26 Nummer-eins-Singles.
| Singles | Alben |
| --- | ----- |
| - Chicago – Look Away - 3 Wochen (24. Dezember 1988 – 13. Januar 1989) - Will to Power – Baby, I Love Your Way / Freebird Medley - 1 Woche (14. Januar – 20. Januar) - Phil Collins – Two Hearts - 3 Wochen (21. Januar – 17. Februar) - U2 – Angel of Harlem - 2 Wochen (18. Februar – 3. März) - Rick Astley – She Wants to Dance with Me - 1 Woche (4. März – 10. März) - Edie Brickell & New Bohemians – What I Am - 1 Woche (11. März – 17. März) - Debbie Gibson – Lost in Your Eyes - 3 Wochen (18. März – 7. April) - Mike & The Mechanics – The Living Years - 2 Wochen (8. April – 21. April) - Fine Young Cannibals – She Drives Me Crazy - 1 Woche (22. April – 28. April) - Madonna – Like a Prayer - 4 Wochen (29. April – 28. Mai1, insgesamt 6 Wochen) - Paula Abdul – Forever Your Girl - 2 Wochen (29. Mai – 11. Juni) - Michael Damian – Rock On - 2 Wochen (12. Juni – 25. Juni) - John Mellencamp – Pop Singer - 1 Woche (26. Juni – 2. Juli) - Fine Young Cannibals – Good Thing - 3 Wochen (3. Juli – 23. Juli) - Madonna – Like a Prayer - 2 Wochen (24. Juli – 6. August, insgesamt 6 Wochen) - Prince – Batdance - 1 Woche (7. August – 13. August) - Love & Rockets – So Alive - 2 Wochen (14. August – 27. August) - Paula Abdul – Cold Hearted - 5 Wochen (28. August – 25. September) - Richard Marx – Right Here Waiting - 1 Woche (26. September – 1. Oktober) - Milli Vanilli – Girl I’m Gonna Miss You - 1 Woche (2. Oktober – 8. Oktober) - Madonna – Cherish - 2 Wochen (9. Oktober – 22. Oktober) - Rolling Stones – Mixed Emotions - 2 Wochen (23. Oktober – 3. November2) - Tears for Fears – Sowing the Seeds of Love - 3 Wochen (4. November – 24. November) - Roxette – Listen to Your Heart - 1 Woche (25. November – 1. Dezember) - Bad English – When I See You Smile - 1 Woche (2. Dezember – 8. Dezember) - Richard Marx – Angelia - 1 Woche (9. Dezember – 15. Dezember) - Phil Collins – Another Day in Paradise - 8 Wochen (16. Dezember 1989 – 9. Februar 1990) |       |

Fußnoten
1 Wechsel des Veröffentlichungsdatums: bisher samstags, jetzt montags

2 Wechsel des Veröffentlichungsdatums: bisher montags, jetzt samstags